# Daniel Noce
Pour les articles homonymes, voir Noce.
Daniel Noce (1894-1976) était un lieutenant général de l'armée de terre américaine (US Army) qui a servi pendant les deux guerres mondiales.
Au cours de sa carrière militaire décorée, il a accédé au poste d'inspecteur général de l'US Army. Après sa retraite des forces armées, il a occupé un poste de direction à la Donnelly-Kelley Glass Company, dans le Michigan.
Noce est décédé à Sperryville, en Virginie, le 17 février 1976.

## Biographie

### Jeunesse
Il est né le 3 novembre 1894 à Denver, dans le Colorado. Son père, Angelo Noce, a fondé le premier journal italien du Colorado (La Stella) et a été à l'origine de la création du jour férié Columbus Day. Daniel a appris le travail du bois et la menuiserie au lycée et a fabriqué des meubles comme passe-temps tout au long de sa vie. Il a été nommé à West Point et s'est mis à la boxe, se cassant le nez à deux reprises. Il est diplômé de l'Académie militaire des États-Unis à West Point en avril 1917 et abandonne son prénom d'Angelo peu de temps après. Il est nommé sous-lieutenant (Second Lieutenant).
Il fait partie de la promotion qui a produit plus de 55 futurs officiers généraux, dont deux chefs d'état-major de l'armée de terre - Joseph L. Collins et Matthew B. Ridgway. Parmi ses autres camarades de classe figurent : Clare H. Armstrong, Aaron Bradshaw Jr., Mark W. Clark, John T. Cole, Norman D. Cota, John M. Devine, William W. Eagles, Theodore L. Futch, Charles H. Gerhardt, Augustus M. Gurney, Ernest N. Harmon, William Kelly Harrison Jr., Robert W. Hasbrouck, Frederick A. Irving, Laurence B. Keiser, Charles S. Kilburn, Bryant E. Moore, Onslow S. Rolfe, George H. Weems, Herbert N. Schwarzkopf, Albert C. Smith, George D. Wahl et Raymond E. S. Williamson.
Après avoir obtenu son diplôme, il est entré dans la cavalerie, avant d'être transféré dans le corps des ingénieurs de l'US Army (Army Corps of Engineers).
De juin à décembre 1917, il sert dans le 4e régiment du génie à Vancouver Barracks, état de Washington, Camp Greene, Caroline du Nord et Camp Humphreys, Virginie.
Il épouse Mildred Newcomb Wilson, la petite-fille de l'astronome Simon Newcomb, en 1918 à Washington D.C..

### Carrière militaire

#### Première Guerre mondiale
Noce sert en France pendant la Première Guerre mondiale. En mars 1918, il est nommé adjudant du 602e régiment du génie et devient commandant du régiment en août. Il a commandé le régiment pendant les offensives de Saint-Mihiel et de Meuse-Argonne, et est resté en Allemagne en service d'occupation jusqu'en 1919.

#### Après la Première Guerre mondiale
En 1920, Noce intente un procès devant la Cour des réclamations des États-Unis (United States Court of Federal Claims) pour obtenir une indemnité de longévité qui, selon lui, lui est due. Sa demande se fonde sur l'argument selon lequel son temps de service doit compter à partir de son entrée à West Point, et non à partir de la date à laquelle il a reçu sa commission. Il obtient gain de cause en première instance, dans une décision qui aurait pu affecter la rémunération de milliers d'officiers de l'armée, mais la Cour suprême des États-Unis (U.S. Supreme Court) renverse la décision.
En 1921, Noce obtient une licence en génie civil au Massachusetts Institute of Technology. Dans les années 1920 et au début des années 1930, il a occupé diverses fonctions au sein du génie, notamment à New York, à Fort Gordon, en Géorgie, et au bureau du chef du génie. Il est également diplômé du Command and General Staff College et de l'Army War College.
Dans les années 1930, il est affecté aux Philippines avec sa jeune famille.
De 1937 à 1939, il est ingénieur de district à Memphis, dans le Tennessee, où il supervise l'entretien des digues et des barrages du fleuve Mississippi et la lutte contre les inondations. De 1940 à 1941, il est ingénieur de district à Los Angeles, en Californie, où il supervise l'expansion et la défense du port en prévision de la Seconde Guerre mondiale.

#### Seconde Guerre mondiale
Noce a servi pendant toute la durée de la Seconde Guerre mondiale. En 1942, il est nommé brigadier-général (général de brigade) à la tête du commandement des amphibies du génie à Camp Edwards, dans le Massachusetts. Dans le cadre de cette mission, il met au point les organisations, les équipements et les techniques utilisés lors de l'invasion du jour J et de l'offensive alliée dans les îles du Pacifique.
De 1943 à 1944, il est chef d'état-major adjoint des forces américaines sur le théâtre d'opérations européen (European Theater of Operations) et est promu major-général (général de division) en tant que planificateur et superviseur de l'effort du génie qui a soutenu les opérations militaires en Afrique du Nord et en Italie. De 1944 à 1945, il exerce une fonction similaire sur le théâtre d'opérations méditerranéen (Mediterranean Theater of Operations).
De 1945 à 1946, Noce est directeur des plans et des opérations au quartier général des forces armées à Washington, D.C..

#### Après la Seconde Guerre mondiale
En 1946, Noce est nommé directeur de la division des affaires civiles du ministère de la guerre, où il reste jusqu'en 1948 et où il est promu lieutenant-général. À ce titre, il dirige une mission visant à développer les relations culturelles et économiques entre les Philippines et la Chine, ainsi qu'entre les Philippines et le Japon après la Seconde Guerre mondiale.
De 1949 à 1952, il est chef d'état-major du Commandement européen des États-Unis (U.S. European Command) en Allemagne et joue un rôle important dans la mise en œuvre des efforts de reconstruction entrepris dans le cadre du plan Marshall.
En 1952, il a été nommé inspecteur général de l'US Army, poste qu'il a occupé jusqu'à sa retraite en 1954.

### Carrière civile
Après avoir pris sa retraite de l'US Army, il est cadre à la Donnelly-Kelley Glass Company, dans le Michigan.

### Retraite et décès
Après avoir pris sa retraite en 1955, le lieutenant-général Daniel Noce a acheté une ferme de 1 200 acres près de Sperryville, en Virginie, où il a produit des récoltes de maïs primées et du bœuf Black Angus très prisé.
Il siège au comité consultatif du bassin de la rivière Rappahannock, qui conseille l'État et les autorités locales sur l'utilisation de l'eau et la planification à long terme, y compris la construction du barrage de Salem Church.
Noce est décédé à Sperryville, en Virginie, le 17 février 1976.

## Famille
Le général Noce est le père de Mildred Wilson Noce (1922-1968) et du colonel Robert Wilson Noce (1926-2005), diplômé de West Point en 1949, qui a commandé un escadron de cavalerie blindée (1er escadron, 10e régiment de cavalerie (10th Cavalry Regiment)) de la 4e division d'infanterie (4th Infantry Division) pendant la guerre du Viêt Nam.

## Décorations

### Décorations
Le général Noce a reçu en entre autres:
- - Army Distinguished Service Medal (x5)
- - Legion of Merit

## Source
- (en) Cet article est partiellement ou en totalité issu de l’article de Wikipédia en anglais intitulé « Daniel Noce » (voir la liste des auteurs).